# Agrothereutes cimbcivorus
Agrothereutes cimbcivorus är en stekelart som först beskrevs av Joseph Augustine Cushman 1924.  Agrothereutes cimbcivorus ingår i släktet Agrothereutes och familjen brokparasitsteklar. Inga underarter finns listade i Catalogue of Life.